# Вооружённые силы Литвы
Вооружённые силы Литвы (лит. Lietuvós ginkluótosios pájėgos) — термин в литовском законодательстве, означающий совокупность структур и организаций, отвечающих за защиту свободы, независимости и территориальной целостности Литовской Республики в военное время.
В отличие от других традиционных вооружённых сил во многих государствах мира, которые являются организацией по сути своей регулярными армией, флотом, авиацией и так далее, в Литве вооружённые силы организацией не являются, а традиционные функции регулярной армии выполняет Войско Литовское (в русском языке также допускается термин Литовская армия). Известны случаи когда часто в журналистике возникает ошибочное употребление термина Вооружённые силы Литвы когда имеется в виду только регулярная армия, что не является правильным с точки зрения литовского законодательства за исключением употребления термина «Вооружённые силы Литвы» (англ. Lithuanian Armed Forces) в английском языке ввиду отсутствия термина для прямого перевода слова «войско» (лит. Kariuomenė) традиционного используемого в качестве самоназвания Войском Литовским.

## Закон о военном положении
Термин Вооружённые силы Литвы обозначен в Второй статье закона Литовской Республики о военном положении:
«1. Вооружённые силы – Войско Литовское, а при введении военного положения и другие учреждения: Служба охраны государственной границы а при Министерстве внутренних дел Литовской Республики (далее – Государственная пограничная служба), Служба общественной безопасности. при Министерстве внутренних дел Литовской Республики (далее – Служба общественной безопасности), Службе охраны руководства Литовской Республики, Второй департамент оперативных служб при Министерстве национальной обороны Литовской Республики (далее – Второй департамент оперативных служб) и боевые отряды Союза стрелков Литвы, а также боевые отряды вооруженного сопротивления лиц и их организаций, закрепленные за вооруженными силами в установленном настоящим Законом порядке и партизанские отряды, действующие в оккупированная территория Литовского государства.»
Правовые основы Вооружённых сил Литвы указаны в IV разделе закона о военном положении.

## Организация Вооружённых сил Литвы
Помимо установленных организаций к вооружённым силам причисляются отряды вооружённого сопротивления участвующие в партизанском движении и формируемые местными органами самоуправления.

### Руководство
Согласно Конституции Литовской Республики  — Верховным главнокомандующим Вооружёнными силами Литвы является Президент Литовской Республики ныне Гитанас Науседа. 
Согласно закону военного положения — в военное время ответственным министерством является Министерство охраны края Литвы, главнокомандующим Вооружёнными силами является командарм Войска Литовского (ныне генерал Раймундас Вайкшнорас).
Важным органом управления ВС в военное время является Совет государственной обороны Литвы. 

### Войско Литовское
Основной постоянный компонент Вооружённых сил Литвы отвечающий непосредственно за оборону страны и защиту её интересов. Помимо ведения боевых действий в составе ВС, Литовская армия также задействуется для подготовки запаса, отдельные её компоненты обеспечивают задачи гражданской обороны. Для эффективного выполнения задач Сеймом Литвы регулируется, а министром охраны края утверждается постоянная структура Войска Литовского:
- Штаб обороны — генеральный штаб, основное руководящее звено Литовской армии и всех вооружённых сил в прямом подчинении главнокомандующего войском. Задает вектор развития и модернизации Вооружённых сил, выполняет функцию военного совета для политических органов страны.
- Сухопутные силы — основной и самый многочисленный компонент Литовской армии ответственный за ведение войны на суше. Основной фокус развития сил задан на ведение манёвренной войны механизированными подразделениями вооружёнными БТР, БМП с поддержкой танковых соединений и артиллерии. Сухопутные силы также несут ответственность за поражение целей в тылу противника посредствам использования дальнобойной артиллерии - ракетных систем и баражирующих боеприпасов. 
  - Добровольческие силы — компонент активного резерва сухопутных сил формируемый по территориальному принципу. Добровольческие силы несут ответственность за территориальную и гражданскую оборону, однако также часто привлекаются в качестве экспедиционных сил для международных операций Литвы.
- Военно-морские силы — морской компонент Литовской армии ответственный за ведение войны на море, защиту экономических и политических интересов страны, поисково-спасательные операции. ВМС Литвы активно участвуют в иностранных операциях НАТО и ЕС.
  - Морские фузилёры — сухопутный компонент ВМС Литвы в задачи которого входит береговая оборона, охрана военно-морских баз и другие задачи поставленные штабом ВМС. Являются аналогом морской пехоты и способны проводить операции по десантированию и абордажу.
- Военно-воздушные силы — воздушный компонент Литовской армии ответственный за воздушную оборону и воздушную поддержку прочих компонентов. В ходе выполнения своих задач располагает радарами, ЗРК разной дальности, транспортной самолётной и вертолётной авиацией.
- Силы специальных операций — компонент специального назначения включающий особые универсальные элитные части быстрого реагирования используемые в качестве инструмента для решения точечных и особо сложных задач поставленных руководством ВС Литвы. Основные задачи ССО Литвы это глубинная разведка, диверсии, контртерроризм, защита особо важных лиц и прочие задачи. Для реализации поставленных задач силы спецопераций располагают аэромобильными, подводно-диверсионными соединениями.
- Командование военных комендатур — компонент территориальной обороны и вербовки Литовской армии обеспечивающий защиту инфраструктуры от диверсий, прочие функции территориальной обороны, а также вербовки военнослужащих, обеспечения проведения призыва и мобилизации.
- Командование логистики — компонент тыла Литовской армии обеспечивающий функционирование логистики и прочих элементов необходимых для работоспособности Вооружённых сил Литвы и её союзников прибывающих на территории Литовской Республики или её иностранных объектах.
- Командование обучения и доктрин — учебный компонент Литовской армии обеспечивающий увеличение компетенции личного состава Литовской армии и её резерва, помимо этого на командование возложены задачи по разработке методических материалов и сбору данных.
- Командование кибернетической обороны — кибернетический компонент Литовской армии ответственный за компьютерную безопасность, обеспечение прочной и безопасной связи между разными соединениями Литовской армии.

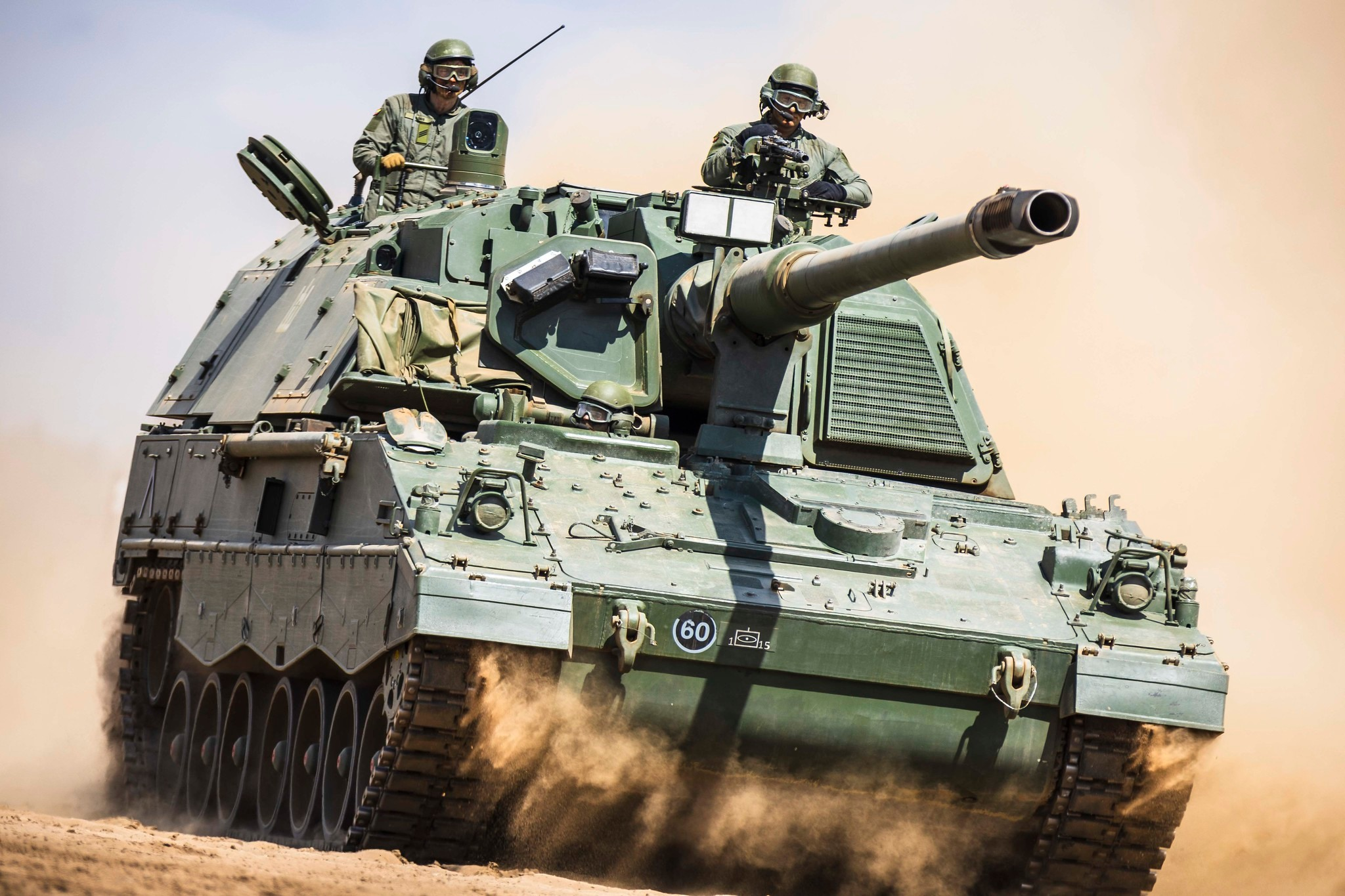
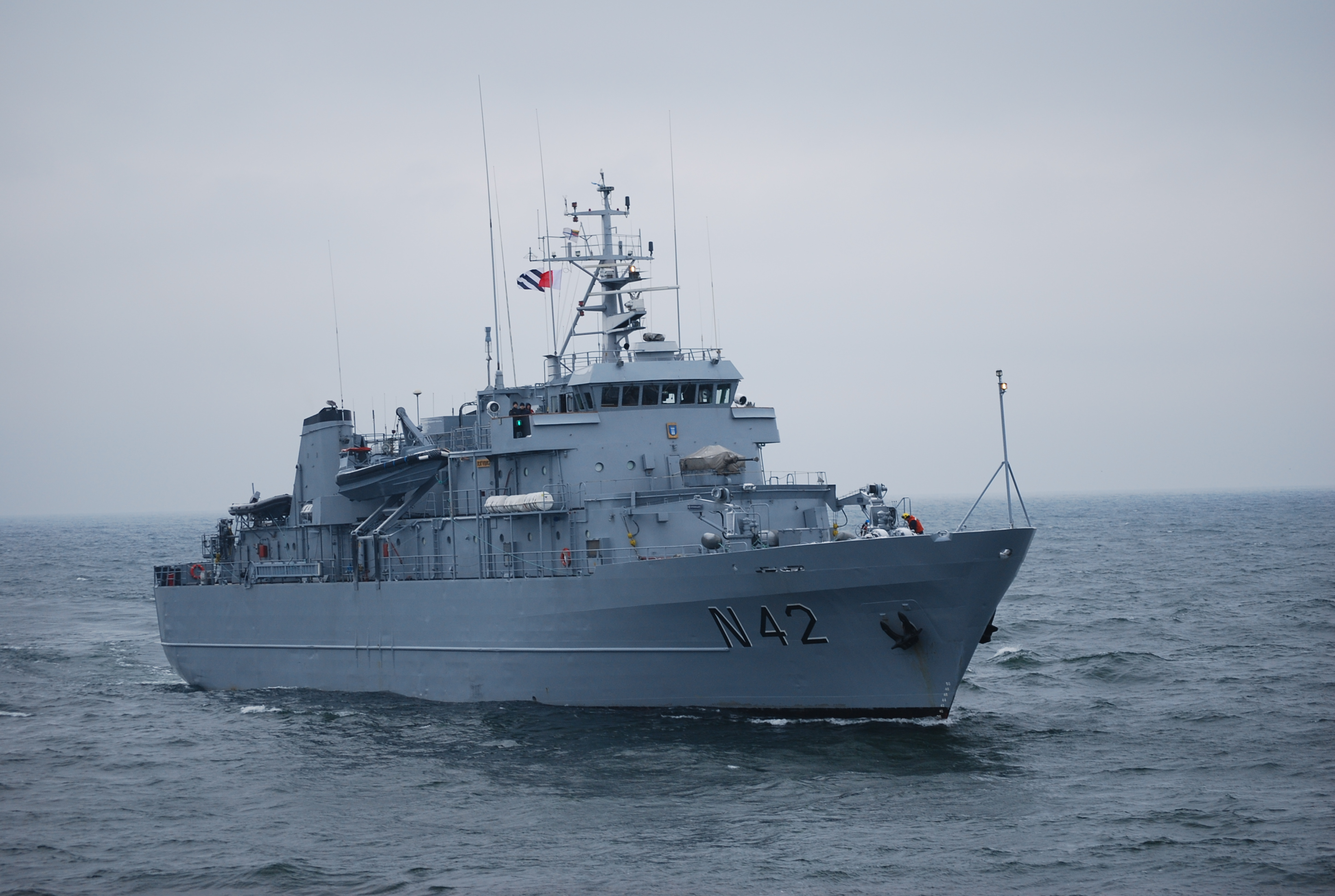
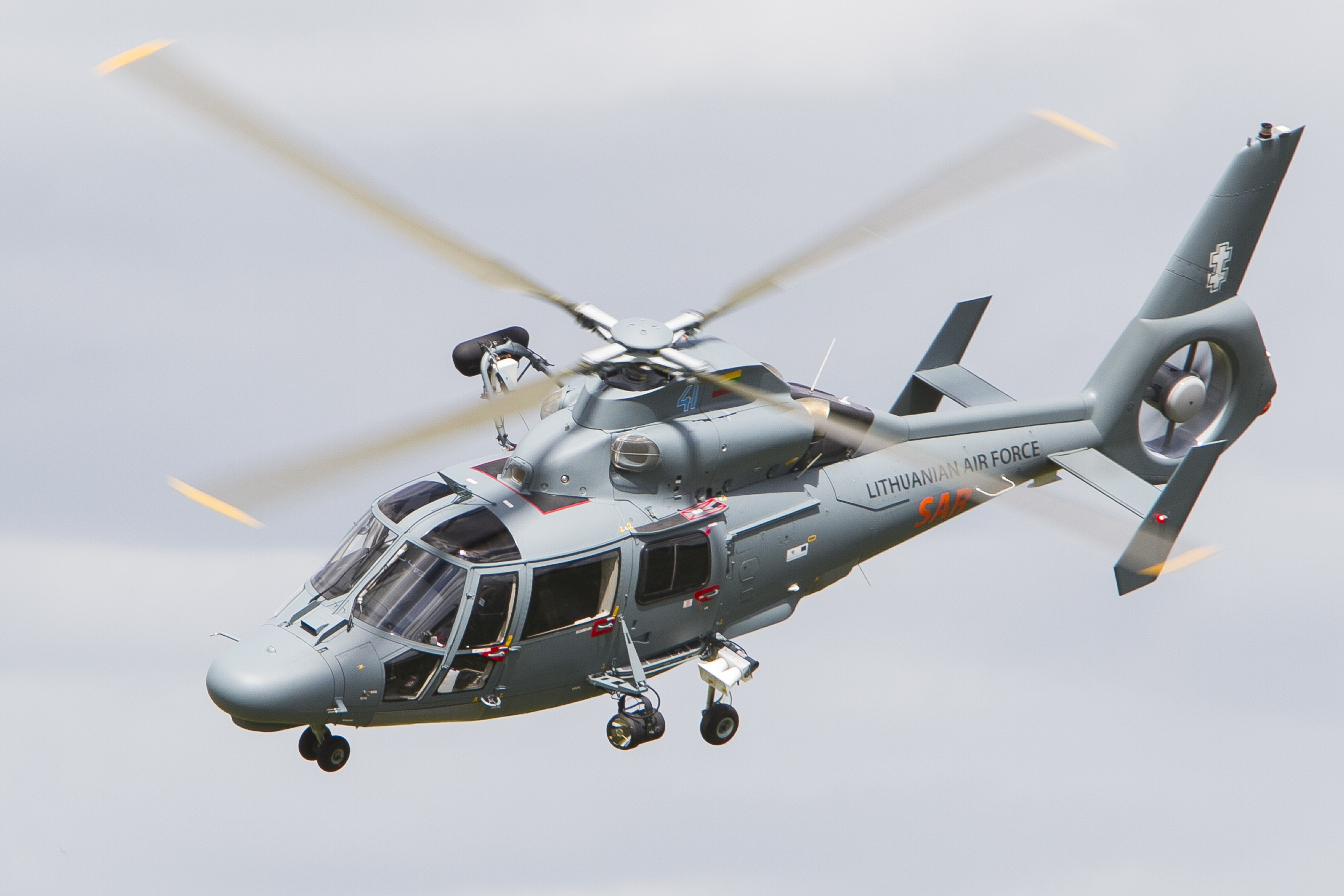
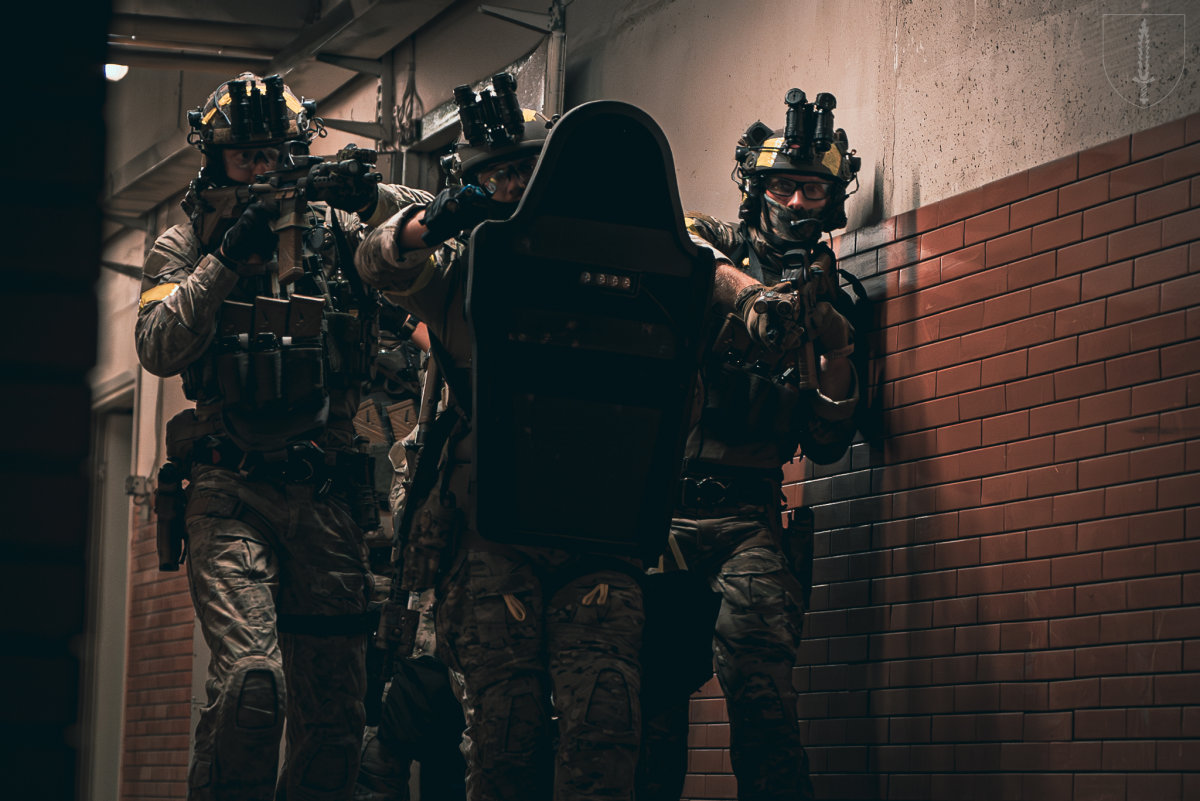
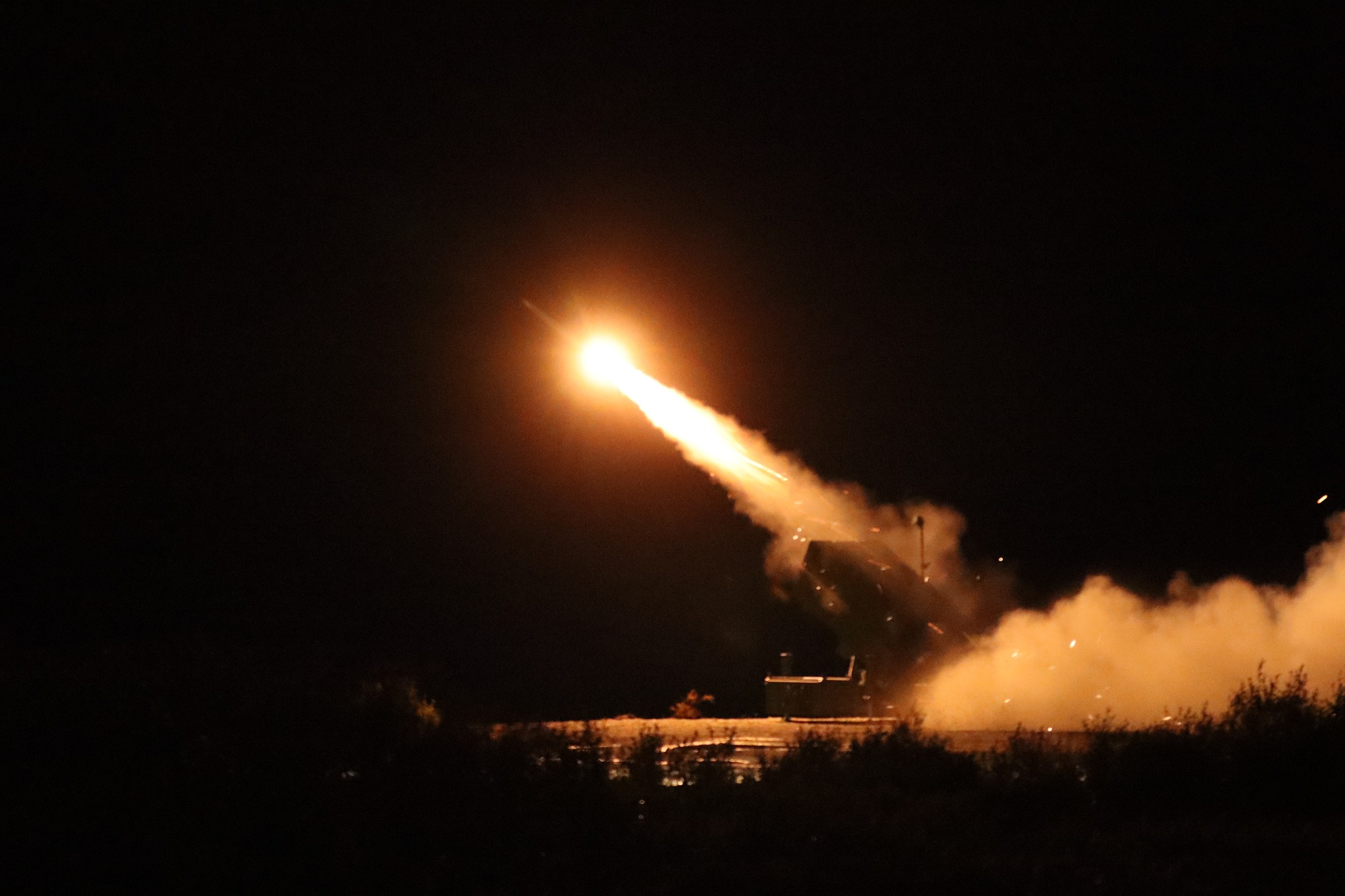

### Второй департамент оперативных службпри Министерстве охраны края Литвы
Компонент военной разведки ВС Литвы обеспечивающий руководство разведывательными данными различной направленности для эффективного планирования. Находится в прямом подчинении Министра охраны края Литовской Республики и в состав Литовской армии не входит, хоть её сотрудники являются военнослужащими и руководствуются уставами Литовской армии. 

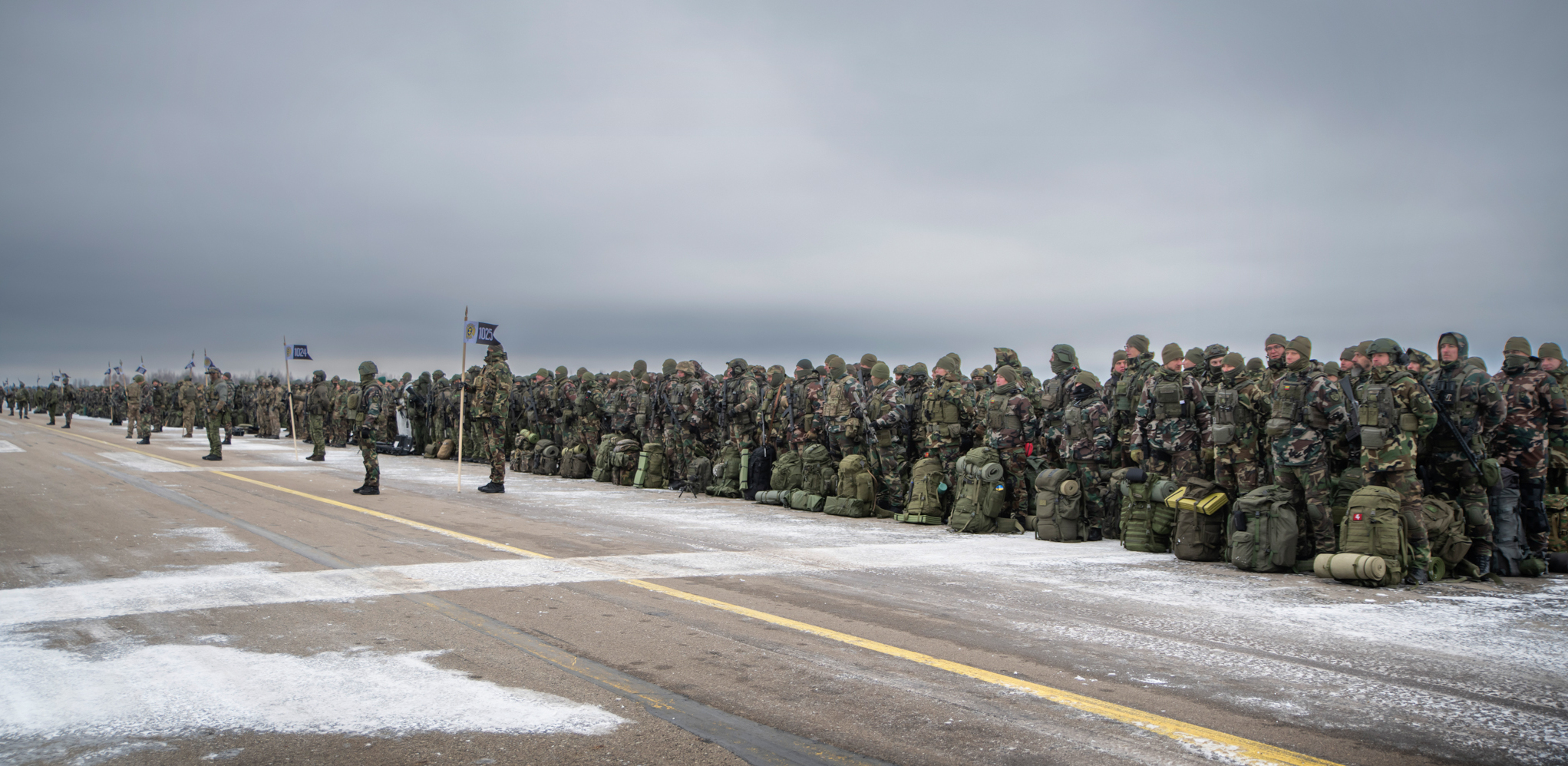
Вильнюский отряд стрелков собранный по общей тревоге.

### Союз стрелков Литвы
Военизированная организация по сути являющаяся организованным ополчением в задачи которого входит всеобъемлющая поддержка войск. Организация нацелена на выполнение задач партизанской войны, гражданского ненасильственного сопротивления и саботажу, также помощи государственным структурам по обеспечению порядка и общественной безопасности, организация ответственна за обучение населения основам гражданской обороны. В составе организации имеются боевые подразделения сформированные по принципу Добровольческих сил Литовской армии, тренируются боевые подразделения совместно с армейскими хоть и комплектуются за свой счёт или за счёт армейского резерва. Боевые и гражданские подразделения также располагаются заграницей, в Германии литовские стрелки обучаются вместе с резервистами Бундесвера.

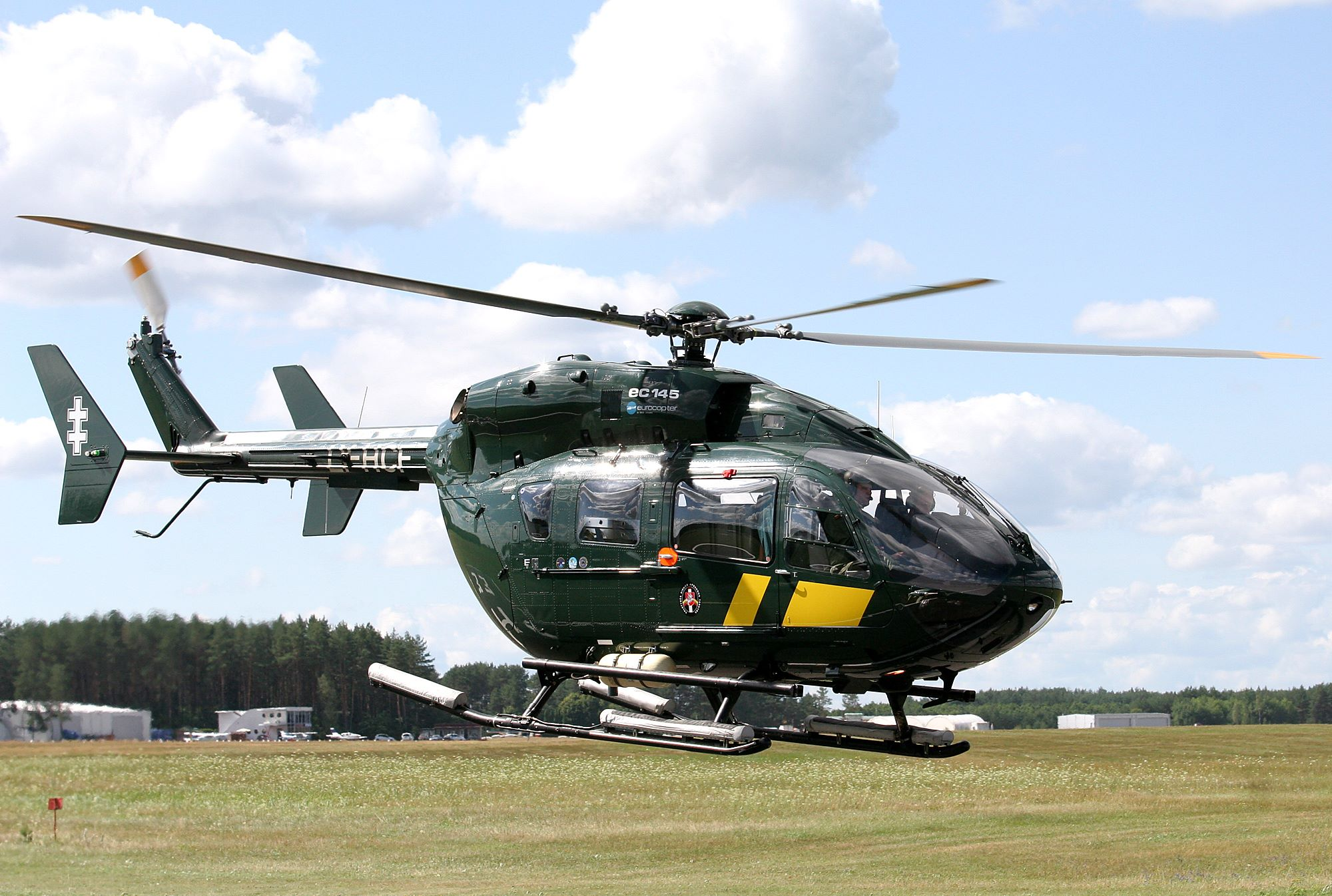
Вертолёт погранслужбы EC145

### Пограничная службапри Министерстве внутренних дел Литвы

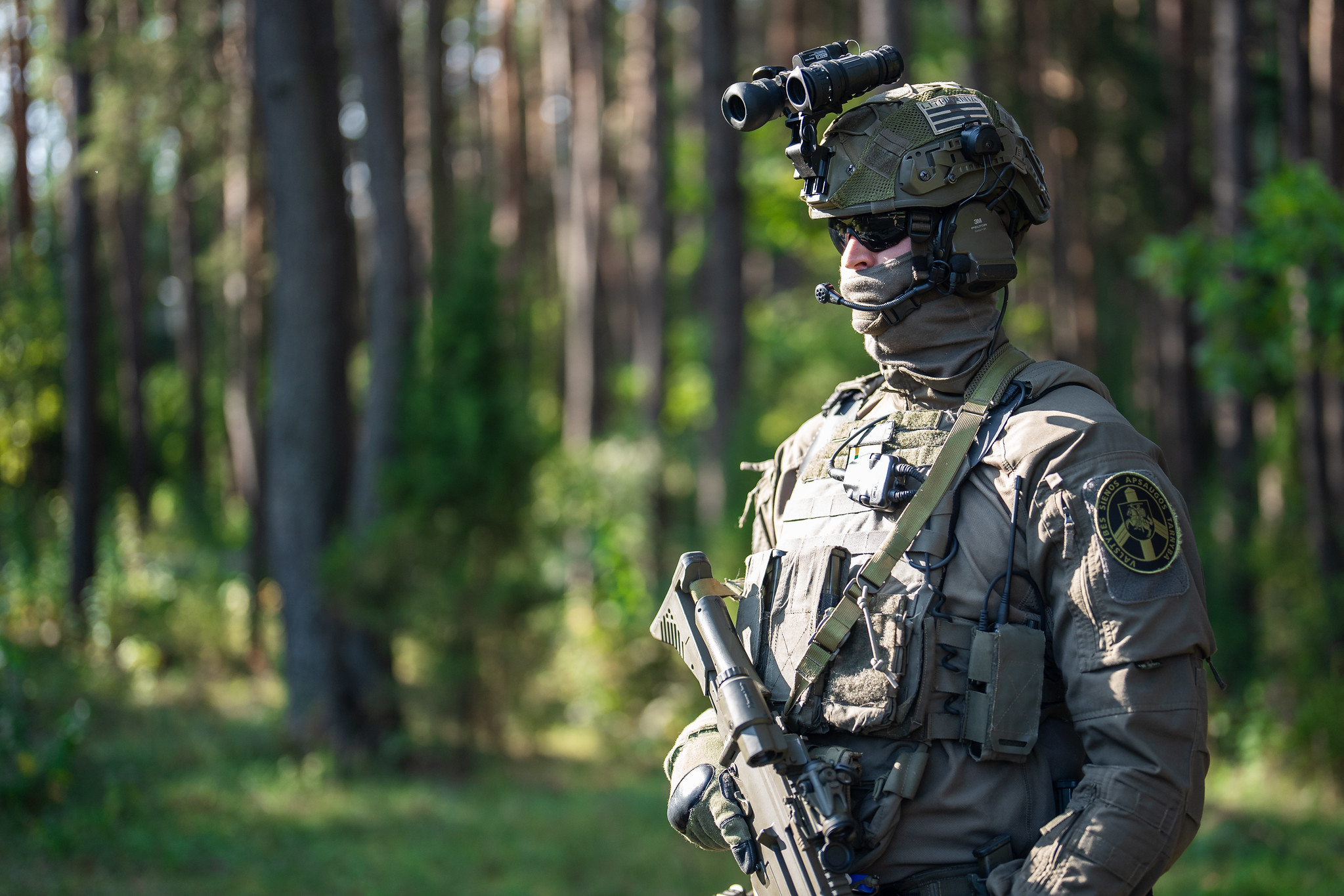
Оператор SPS Погранслужбы.

Военизированная правоохранительная служба обеспечивающая безопасность государственной границы и исключительной экономической зоны Литовской Республики, борьбу с преступлениями связанными с пограничным контролем на территории всей страны, противодействие провокациями и диверсиям на государственной границе и прилегающих территориях. Не смотря фактическое выполнение задач военизированной полиции (в пределах своей юрисдикции), в военное время является частью ведомств Вооружённых сил Литвы.

### Жандармерияпри Министерстве внутренних дел Литвы
Военизированная правоохранительная служба, обеспечивающая правопорядок в тех ситуациях и территориях, где использование гражданской полиции не считается целесообразным из-за опасных условий. Жандармерия применяется для охраны объектов особой стратегической важности, контрдиверсионной деятельности, контроля беспорядков, конвоирования заключённых. В военное время являются частью ведомств Вооружённых сил Литвы.

### Служба охраны руководства Литвы
Особая служба дипломатической безопасности обеспечивающая безопасность правительственных объектов и иностранных гостей на территории Литовской Республики и зарубежом. Выполняет функции разведки и сбора данных в сфере обеспечения безопасности на вверенных службе объектах. В военное время служба становится частью Вооружённых сил Литвы на правах ведомства. Не подчинена ни одному министерству - является независимой.  